# Subwersja (sztuka)
Subwersja – strategia używana głównie na polu sztuki zaangażowanej, dokonująca krytyki systemu i ujawniająca ukryte mechanizmy kontroli; związana z ingerencją w dotychczasową semantykę dzieła: polega na zastosowaniu powtórzenia względem pierwowzoru przy jednoczesnym przesunięciu znaczenia.

## Definicja i historia pojęcia
Strategie subwersywne związane są ze sztuką krytyczną, street artem, zjawiskami culture jamming czy subvertising. Strategie te zaczęły zarysowywać się na początku XX wieku, w trakcie trwania Wielkiej Awangardy (będącej zespołem dążeń i kierunków artystycznych, takich jak futuryzm, ekspresjonizm, konstruktywizm, surrealizm, dekadentyzm czy abstrakcjonizm). Tradycja awangardowa, której cechą charakterystyczną było zaangażowanie społeczno-polityczne i chęć łączenia życia codziennego ze sztuką, uważana jest za źródło z gruntu subwersywnego street artu. Terminu subwersja zaczęto używać szczególnie często w latach 80. XX wieku w odniesieniu do praktyk artystycznego „zawłaszczenia” (ang. appropriation) powiązanych ze strategiami sztuki krytycznej.

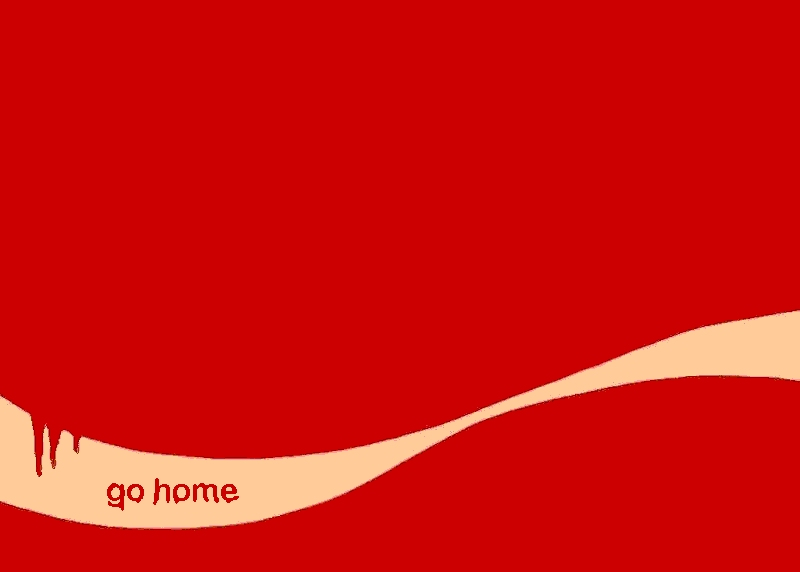
Subvertising – przekształcenie loga Coca-Coli

Subwersja „zawłaszcza” tworzywo i strukturę dzieła będącego przedmiotem krytyki w celu odwrócenia jego znaczenia lub też poddania go nowej, krytycznej ocenie i interpretacji. Etymologia słowa (ang. subvert – podkopywać, wywracać, obalać) eksponuje elementy krytycyzmu zawarte w pojęciu – źródłosłów wskazuje na specyficzne podejście do przedmiotu i wykonywanych na nim operacjach polegających na „obalaniu”, „podważaniu” „wywracaniu”, „transformowaniu”, a nawet „destrukcji” zastanych znaczeń „zawłaszczanych” w obszar działań subwersywnych. Dzieła i realizacje subwersywne, czerpiące z gotowych, zastanych materiałów, tworzone są na drodze przekształceń już istniejących obrazów i elementów, zazwyczaj pochodzących ze współczesnej, skomercjalizowanej kultury, co ma na celu zarazem podkreślenie indywidualności przez transformację cudzej pracy, a także zaakcentowanie świadomości wysokiego stopnia uwikłania jednostki w mechanizmy rynkowe i podlegania wpływom. Subwersja może być pojmowana jako pewna metodologia lub technika konstrukcji dzieła artystycznego oparta na dekontekstualizacji i rekontekstualizacji „gotowych” materiałów wizualnych (obrazów) przejętych ze sfery sztuki lub szerszej kultury wizualnej. W znaczeniu szerszym i bardziej powszechnym, termin ten związany jest z rodzajem pewnej postawy krytycznej (najczęściej w stosunku do kultury dominującej, popularnej).
Strategie subwersywne charakteryzuje dwuznaczność oraz brak bezpośredniości przekazu, gdyż wiążą się one z niewielkimi przesunięciami semantycznymi w obrębie krytykowanego dzieła. Według Grzegorza Dziamskiego subwersja:
„polega na naśladowaniu, na utożsamianiu się niemalże z przedmiotem krytyki, a następnie delikatnym przesunięciu znaczeń. Ten moment przesunięcia znaczeń nie zawsze jest uchwytny dla widza. To nie jest krytyka wprost, bezpośrednia, tylko krytyka pełna dwuznaczności”.
Krytycyzm strategii subwersywnych ma swoje źródło wewnątrz ocenianej rzeczywistości, dlatego też subwersja posługuje się metodą „zawłaszczania” istniejących już wytworów kultury i ich przekształcania.
Subwersja dąży do obalenia bezrefleksyjnie przyjmowanych symboli i przekazów, a dzięki zastosowaniu zabiegów przesunięcia lub odwrócenia znaczeń, działa również w celu ośmieszenia kultury popularnej – w tym języka reklam i mediów, tworząc antyreklamy i stojąc w opozycji do komercjalizacji życia codziennego (do opisu tak przekształconych reklam stosuje się termin subvertising, pochodzący od słów subvert i advertising stanowiący „połączenie graffiti, sztuki współczesnej, punkowej filozofii „zrób to sam” [ang. DIY – do it yourself] i odwiecznej ludzkiej skłonności do robienia dowcipów”).
Przykładem zastosowania strategii subwersywnych jest cykl fotografii Pozytywy Zbigniewa Libery. Słynne zdjęcia, będące symbolami traumatycznych wydarzeń historii najnowszej (związane z wojną, śmiercią, zagładą), zostały przez artystę przekształcone i ukazane jako pozytywne – zachowując oryginalny schemat i kompozycję, Libera zmienił ich wydźwięk poprzez umieszczenie w ich centrum nowych bohaterów. Komentując Pozytywy dr Martin Maneke zauważył, że kompozycja dzieła nie polega jednak na zastosowaniu zwyczajnego odwrócenia, czy powtórzenia:
„Nie jest to [kompozycja Pozytywów] tylko proste odwrócenie, ale też śmiały manifest społecznej roli artysty, który [...] poprzez swoje przewrotne działanie przywraca właściwą wagę i znaczenie wypranym przez popkulturę obrazom historycznym”.
Praktyki subwersyjne przejawiają się także w interwencji w sferę życia publicznego i usankcjonowany dyskurs, jak ma to miejsce w działaniach brytyjskiego artysty street artu – Banksy’ego. Wśród polskich twórców wykorzystujących strategie subwersji i wpisujących się w nurt sztuki krytycznej wymienić należy m.in. Katarzynę Kozyrę, Zbigniewa Liberę, Artura Żmijewskiego, Monikę Strzępkę i Pawła Demirskiego.

## Subwersja w sztuceW imię Jakuba S.dramaturga Pawła Demirskiego
Paweł Demirski w sztuce W imię Jakuba S. (reżyserowanej przez Monikę Strzępkę) stosuje subwersję wyższego rzędu: polega ona nie tyle na wykorzystaniu pojedynczego elementu kultury, co na przepisaniu złożonej narracji historycznej – z dokonaniem istotnego przesunięcia, dzięki któremu możliwe staje się zobrazowanie współczesnych skomplikowanych mechanizmów społecznych i kulturowych.
Subwersji podlega u Demirskiego historia rzezi galicyjskiej z 1846 roku, a szczególnie związana z ówczesnymi wydarzeniami postać Jakuba Szeli. Dowódca wystąpień chłopów przeciwko polskiej szlachcie przybywa z przeszłości jako upiór. Jego rola jest podwójna: po pierwsze przypomina współczesnym o ich – postrzeganym negatywnie – chłopskim pochodzeniu; po drugie zaś występuje jako reprezentant buntu wobec pańszczyzny, która w praktyce była daleko idącym ograniczeniem wolności.
Pierwotne znaczenie narracji historycznej:
1. Pańszczyzna jako ograniczenie wolności
Pańszczyzna z czasów rzezi galicyjskiej postrzegana jako swego rodzaju ubezwłasnowolnienie – posiadanie ciała i biografii chłopa przez pana – charakteryzowała się następującymi cechami:
- podwojenie wysiłku i redukcja czasu: praca na rzecz majątku własnego i cudzego;
- zakaz zmiany miejsca pobytu bez zezwolenia pana;
- zawisłość sądu i dowolność kar – brak lub znikomość regulacji prawnych;
- kary cielesne – różny stopień ingerencji w cielesność, aż do spowodowania zgonu;
- brak autonomii w podejmowaniu życiowych decyzji (np. ślub, edukacja).

2. Chłopska tożsamość
Obecna w kulturze tendencja do deprecjacji związków z warstwami chłopskimi ma wielorakie źródła i przejawy, do których należą:
- znikoma – lub znikomo uwzględniana – reprezentacja kulturowa chłopstwa na przestrzeni dziejów;
- potencjał buntu, związany z liczebnością chłopów;
- niejasna reprezentacja polityczna – np. specyficzna rola PSL (partia niezwykle liczna i popularna stanowiła reprezentację warstw społecznie „przezroczystych”);
- po 1989 roku asymilacja chłopstwa do pozycji mieszczan jako nobilitacja społeczna; migracje spowodowane znaczącym ubożeniem wsi;
- zniknięcie chłopstwa ze sztuki polskiej po 1989 roku.

Subwersja – moment przesunięcia:
Kluczowym dla dramatu Demirskiego elementem jest pomysł włączenia postaci Szeli – upiora we współcześnie funkcjonujący świat kapitalizmu, którego przedstawicielami są przeciętni ludzie uwikłani w działanie systemu. W ten sposób dwa elementy historyczne – pańszczyzna oraz tożsamość chłopska – za pośrednictwem subwersji postaci stają się wyrażeniami wymiennymi z elementami współczesności: kapitalizmem i tożsamością przeciętnego człowieka. W ten sposób tworzy się nowe, przesunięte znaczenie.
Znaczenie przesunięte za pomocą subwersji:
1. Pańszczyźniany kapitalizm
Współcześnie kapitalizm przypomina pańszczyznę – jest formą ograniczenia wolności lub ubezwłasnowolnienia obywatela. Np.:
- wzmożenie wysiłku i redukcja czasu ze względu na system pracy zarobkowej;
- cykliczna konieczność przebywania w konkretnym miejscu w określonym czasie;
- uzależnienie kluczowych decyzji życiowych od ilości posiadanych pieniędzy;
- mechanizm kredytów – m.in. ich niespłacalność;
- uwikłanie w język ekonomii.

2. Tożsamość buntownicza
Jakub Szela powraca z przeszłości jako demon, przypomnienie wstydliwego chłopskiego pochodzenia bohaterów, wyrzut sumienia. Przywódca krwawego powstania jest uosobieniem potężnej siły chłopskiego buntu – przeciwko pańszczyźnie, pańszczyźnianemu kapitalizmowi.

## Subwersja w działalności artystycznej Katarzyny Kozyry
Katarzyna Kozyra, jedna z przedstawicielek nurtu sztuki krytycznej w Polsce, wykorzystuje techniki subwersywne m.in. w pracach: Olimpia (1996), Łaźnia żeńska (1997), Święto wiosny (1999–2002) oraz Diwa. Reinkarnacja (2005).

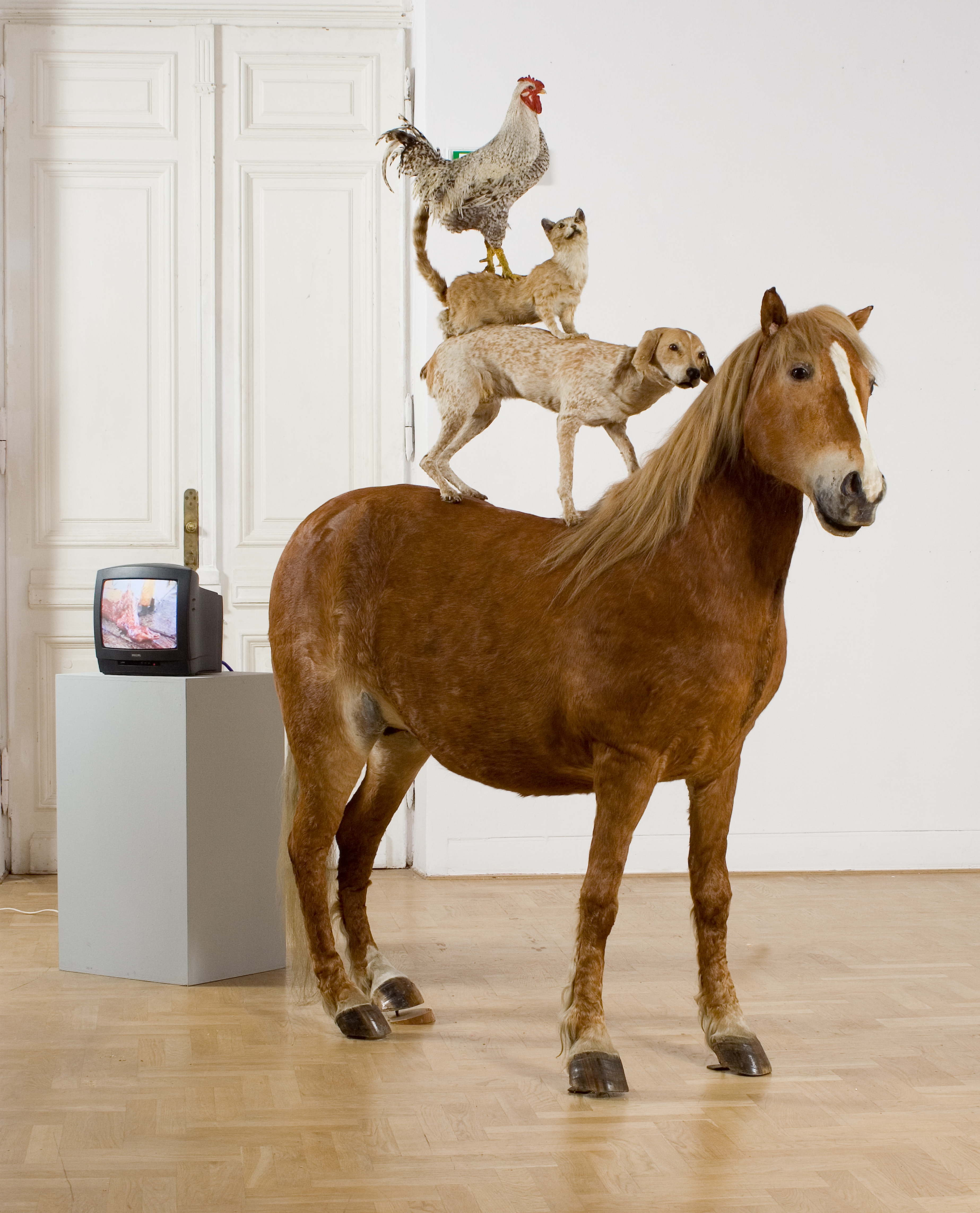
Inna praca K. Kozyry: Piramida zwierząt

Olimpia to dzieło, które składa się z trzech fotografii przedstawiających kolejno: nagą artystkę leżącą na szpitalnym łóżku podczas chemioterapii, starą, obnażoną kobietę siedzącą na kanapie oraz artystkę upozowaną na słynną Olimpię Edouarda Maneta (1863). Całości towarzyszy projekcja filmu, na którym zarejestrowany został proces przyjmowania kroplówek z lekarstwem. Kozyra w swej pracy posługuje się subwersją – wykorzystuje motyw znany z dzieła sztuki, powtarza go, dokonując inwencji krytycznej i przesunięcia znaczenia. Artystka, wcielając się w rolę Olimpii, zwraca uwagę na kulturowe uprzedzenia odrzucające aprobatę dla kobiecej ułomności. Praca stanowi sprzeciw wobec oficjalnie kreowanego obrazu silnego i zdrowego ciała. Olimpia Kozyry dotyka także problemu społecznego projektowania ludzi schorowanych czy umierających jako niewidzialnych. Dzieło sztuki ukazujące odpoczywającą kurtyzanę, patrzącą wprost na widza, wywołało swego czasu skandal bezpruderyjnym sposobem prezentacji kobiety. Nawiązanie do obrazu Maneta przewiduje również współczesną reakcję publiczności i krytyki, która także (podobnie jak ta sprzed półtora wieku) może sprzeciwić się przedstawianiu wizerunku, którego społeczeństwo otwarcie nie akceptuje.
Łaźnia żeńska to wideoinstalacja, na której artystka przedstawia nagranie kobiecej łaźni tureckiej w Budapeszcie. Praca składa się z sześciu projekcji. Na głównej, na dużym ekranie, w sceny z łaźni wplecione zostały reprodukcje klasycznych dzieł: Zuzanny i starców Rembrandta i Łaźni tureckiej Ingresa. Artystka powtarza to, co w swych dziełach przedstawili malarze, jednak nie za pomocą własnej wyobraźni, a realnie przeprowadzonych działań. Dzieło Kozyry rejestruje za pomocą ukrytej kamery jak naprawdę wygląda łaźnia żeńska i w jaki sposób rzeczywisty wygląd kobiet odnosi się do wykreowanych kanonów piękna. Subwersja w tym wypadku polega na wykorzystaniu dzieł malarstwa, „odtworzeniu” ich w rzeczywistości, ale po to, by ukazać zakłamanie w ukazywaniu wizerunku kobiet. Łaźnia zwraca również uwagę na dużą rolę sztuki w tworzeniu kategorii kobiecego piękna.
Święto wiosny składa się z projekcji wyświetlanych na siedmiu ekranach, ukazujących starszych, nagich mężczyzn i kobiety tańczące do muzyki z baletu Święto wiosny Igora Strawińskiego. Zaprezentowany ruch powstał w wyniku animacji. Tancerzy sfotografowano we wszystkich pozach na leżąco. Każdy ich ruch składa się ze zdjęć zmontowanych tak, że wszelkie figury choreograficzne pokazane zostały w sposób całkowicie płynny. Balet Strawińskiego uchodzi za nowatorski, łamie wszelkie konwencje ruchowe i muzyczne (dominują dysonansowe współbrzmienia). Kozyra stosuje zabieg subwersywny, powtarza Święto wiosny, ale stosując współczesną technologię i własną inwencję przesuwa znaczenie. Niezborność ruchów, charakterystyczna u Strawińskiego, w pracy Kozyry została dodatkowo wzmożona przez zastosowanie techniki filmu poklatkowego. Dzieło artystki przedstawia stare, zniekształcone ciała, wykonujące układ wymagający dużej sprawności fizycznej. Poprzez kontrast Kozyra ponownie zwraca uwagę na społeczny mechanizm wykluczania ludzkiej niedołężności i choroby jako kategorii niepożądanych. Przesunięcie znaczenia następuje również w płaszczyźnie tematycznej. W utworze Strawińskiego młoda dziewczyna tańczy aż do śmierci, by zachować ład i porządek przemian cyklicznych. W pracy artystki ruch oraz muzyka są zapętlone, co symbolizować może wizję ludzkiej egzystencji.

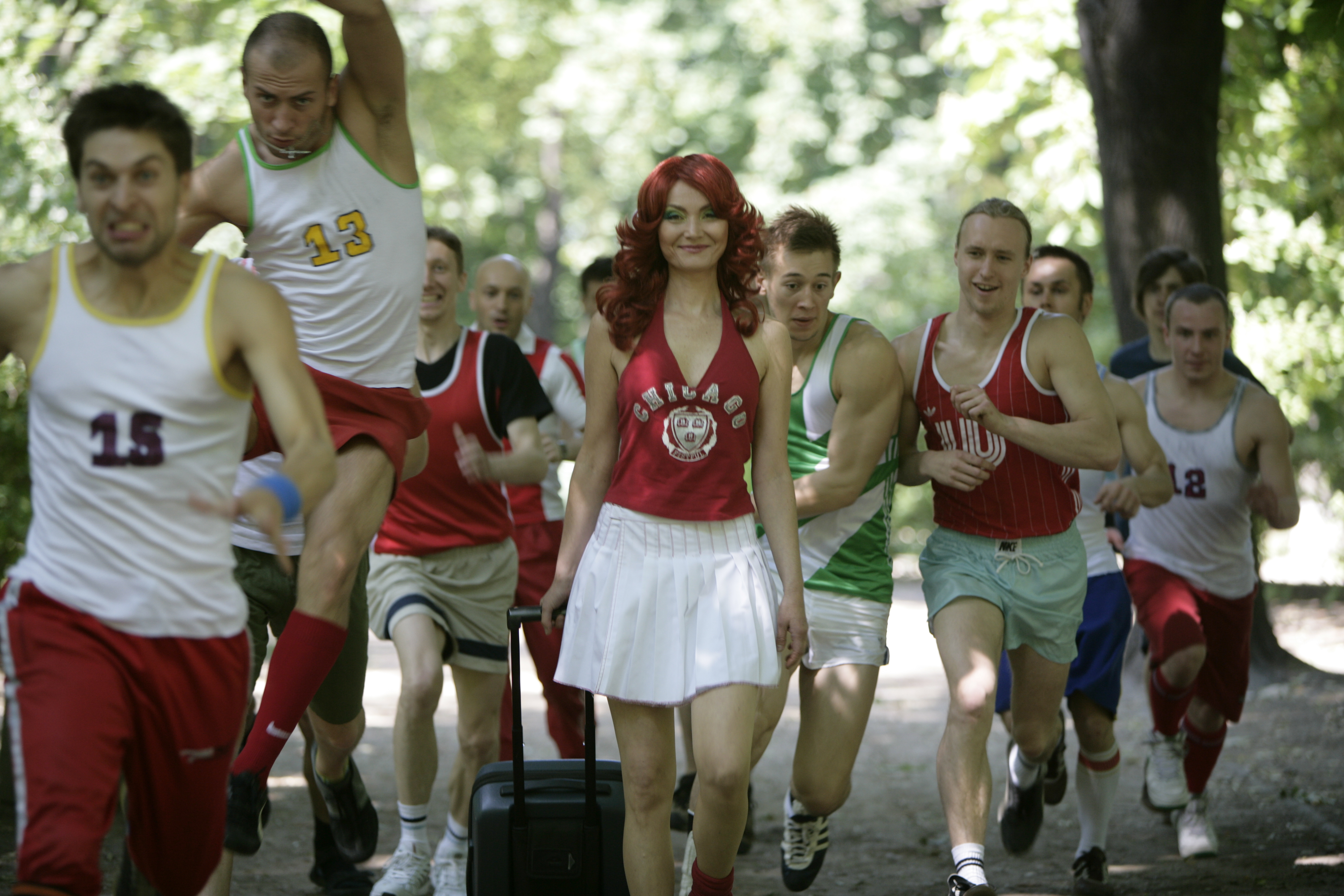
Inna praca Katarzyny Kozyry: Cheerleaderka

W latach 2003–2009 artystka prowadziła projekt W sztuce marzenia stają się rzeczywistością, w którym wykorzystywała różnorodne formy sztuk wizualnych, muzyki i performance’u. W ramach tych prac Kozyra sięga po subwersję, wcielając się w role śpiewaczek operowych.
Podczas performance’u Diva – Reinkarnacja (w CSW Zamek Ujazdowski w Warszawie oraz Barbican Art Center w Londynie) Kozyra śpiewa arię operową Olimpii z Opowieści Hoffmanna Offenbacha przy akompaniamencie fortepianu w wykonaniu Maestro Grzegorza Pitułeja. Artystka występuje w metalowej klatce, mając na sobie kostium nagiej, otyłej kobiety, co znacznie utrudnia jej śpiewanie. Kozyra odchodzi od klasycznych zasad w odtwarzaniu roli śpiewaczki operowej. Przesunięcie w znaczeniu zasadza się na poziomie metaforycznego odczytania klatki. Kozyra jest zamknięta w podwójnej klatce – dosłownej i symbolicznej (cielesnej). Ciało nie występuje jako źródło głosu, ale staje się dla niego największą przeszkodą. Głos jest uwięziony, przedziera się z trudnością, traci klasycznie przypisaną główną rolę. Zmienia się również znaczenie samej diwy, która poprzez swoją nagość oraz powtarzający się gest trzymania za podbrzusze staje się „figurą qasi-autoerotyczną”.

## Subwersja w twórczości Zbigniewa Libery
U Libery subwersja dotyka w szczególności tematów ludzkiego ciała, przedstawienia przez współczesne media takich tematów, jak holocaust, sposobów wychowania dzieci i kształtowania ich płciowej tożsamości.

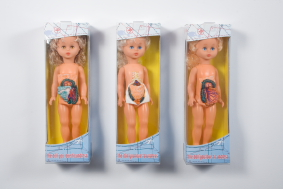
Inne praca Z. Libery: „The doll you love to undress”

W filmie Jak tresuje się dziewczynki z 1997 subwersja wynika z rozdźwięku między treścią a tytułem. Film ukazuje kilkuletnią dziewczynkę, którą namawia się, by przymierzała kobiecą biżuterię i korzystała z kosmetyków. Osoba spoza kadru zachęca, by dziewczynka wzięła podawane przedmioty: korale, klipsy, szminkę. Wraz ze zmianą swego wyglądu, którą dziewczynka obserwuje w lustrze, rośnie aprobata dorosłych, która sprawia, że dziecko chętniej wchodzi w nową rolę. Na pozór niewinną zabawę, inicjację w kobiecość, czynność, którą prędzej czy później wykonuje większość dzieci, Libera tytułuje „tresurą”. Ujawnia tym, że dziecko wcale nie odkrywa swojej płciowości, lecz zostaje mu ona narzucona.
Jak tresuje się dziewczynki nie jest jedyną subwersywną pracą, której tematem jest dziecko. W 1996 roku, w Centrum Sztuki Współczesnej, Libera przedstawił Urządzenia korekcyjne. Była to seria przyrządów skierowanych do chłopców i dziewczynek w wieku do 9 lat. Dla chłopców powstał Body master, zestaw do ćwiczeń kulturystycznych rozmiarami oraz wagą ciężarów przystosowany dla chłopców poniżej 9 roku życia, o czym informował napis na plakacie przedstawiającym dziecko z kulturystyczną sylwetką. Wizerunek umięśnionego dziecka odwołuje się do poruszonego już w Jak tresuje się dziewczynki tematu narzucania dzieciom płciowej tożsamości. Dla dziewczynek, jako „urządzenie korekcyjne”, Libera zaprojektował Łóżeczka porodowe przeznaczone dla dzieci w wieku 7–9 lat. Ulotka załączona do trzech łóżeczek, w trzech językach, informuje o jego funkcjach. Instalacje Libery są często stylizowane na komercyjne produkty, gotowe do sprzedaży.
W 1994 roku Libera wyprodukował serię lalek zatytułowanych Ciotka Kena. W przeciwieństwie do popularnych lalek dla dzieci z serii Barbie, które przedstawiają młode kobiety o odrealnionych kształtach, Ciotka Kena, prezentuje dojrzałą kobietę, o kształtach niewpisujących się w komercyjny wizerunek atrakcyjności.
Kolejne zabawki dla dzieci obejmowała seria Możesz ogolić dzidziusia (1996). Lalki przypominały niemowlęta i były przeznaczone do zabawy dla małych dziewczynek. W przeciwieństwie do zwykłych lalek, te Libery posiadały owłosienie w miejscach kojarzonych z okresem dojrzewania: pod pachami, w okolicach genitaliów.
Najbardziej znaną i kontrowersyjną pracą Libery jest Lego. Obóz koncentracyjny (1994). Z siedmiu pudełek powstał obóz koncentracyjny zbudowany z klocków Lego. Materiału dostarczyła Liberze sama firma produkująca klocki, z tego powodu na opakowaniu widnieje napis This work of Zbigniew Libera has been sponsored by Lego. Po raz kolejny Libera tworzy rozdźwięk pomiędzy tematem swojej pracy a materiałem, jakim się posłużył do jej stworzenia. Z przeznaczonych dla dzieci klocków rekonstruuje symbol Holocaustu. Jak sam autor powiedział:
„Myśl, która doprowadziła mnie do zrobienia tej pracy, dotyczyła samej racjonalności, która jest podstawą systemu klocków lego, a która wydała mi się przerażająca: nie można z tych klocków zbudować nic, na co nie pozwala precyzyjny, racjonalny system”.
Podobnego przesunięcia dokonuje Libera we wcześniejszej pracy Christus ist Mein Leben (1990), która również odwołuje się do Shoah, tym razem jednak nawiązuje do ówczesnej sytuacji „aliansu religii z kapitalizmem”.
W 2005 roku, we współpracy z Darkiem Foksem Libera tworzy dzieło Co robi łączniczka, będące książką dotyczącą powstania warszawskiego. Podzielona na 63 rozdziały odpowiadające 63 dniom powstania, lustrzana narracja opowiada o czynnościach „łączniczki” i zależności pomiędzy nią a „chłopcami”. Każdemu rozdziałowi towarzyszą fotomontaże autorstwa Libery przedstawiające łączniczki z twarzami gwiazd kina lat 50. i 60., m.in. Anitę Ekber, Sophię Loren. Praca porusza temat wizerunku bohaterów powstania, łącząc heroizm postaci z atrakcyjnością aktorek przedstawioną w kinie. Jak pisze Katarzyna Bojarska:
„Foksa i Libery nie interesuje sfera faktów związanych z powstaniem warszawskim, ale ich reprezentacji, a w nich obecności i nieobecności pewnych elementów. Proponują wizję jak najbardziej nieoficjalną, w opozycji do narodowej, oficjalnej pamięci powstania, jaką proponuje warszawskie Muzeum Powstania Warszawskiego”.

## Subwersja w pracach Artura Żmijewskiego
Subwersyjna relacja władzy i ciała jest dziedziną ciągłego zainteresowania Artura Żmijewskiego. Tę strategię podjął m.in. w filmie KRWP (2000) – w ramach jego realizacji Kompania Reprezentacyjna Wojska Polskiego w pełnym umundurowaniu zostaje przedstawiona na placu w czasie ćwiczeń defiladowych wraz z dowodzącym kapitanem, by w kolejnych kadrach – już w sali baletowej – powtórzyć defiladę nago.
Zamysł Żmijewskiego polegał na przedstawieniu zinstytucjonalizowanych ciał, których kreacja miała za zadanie uosobić męstwo i przewieść na myśl widza „wojenne maszyny”. Kontrast, który podejmuje nowa sceneria oraz obnażenie ciał maszerując żołnierzy obnaża także zabiegi systemu narzucającego ścisłą dyscyplinę i surowość oraz kodyfikującego zachowania właściwe i niewłaściwe. Zdaniem autora jedynie nagie ciało ma szansę oporu wobec instytucjonalnej opresji za sprawą swojej nieprzewidywalności, która w ujęciu systemowym sprawia wyłącznie komicznie wrażenie.
W późniejszym o cztery lata filmie Artur Żmijewski dokumentuje próby namówienia byłego więźnia obozu w Oświęcimiu – Józefa Tarnawy – do odnowienia wytatuowanego w tym czasie numeru 80064 (taki tytuł nosi również film). Na długi czas przed zabiegiem Tarnawa zgadza się na wszystko w zamian za nieznaczne wynagrodzenie, jednak w dniu pojawienia się tatuażysty wraz ze Żmijewskim nabiera wątpliwości i chce wycofać się z całej akcji. Artysta w tym czasie bardzo apodyktycznym tonem wywiera na Tarnawie presję i agresywną retoryką egzekwując od byłego więźnia ostateczną zgodę.
Intencją Żmijewskiego było w tym przypadku dokonanie subwersji za pomocą naruszenia reguł dyskursu i pamięci o Zagładzie. Józef Tarnawa zmuszony został do ponownego zetknięcia się z bolesnymi wspomnieniami z obozu za sprawą własnego konformizmu i podporządkowania powodowanego zarówno wiekiem, jak i uprzejmością, skutkiem czego dokonał profanacji zarówno własnego ciała naznaczonego obozem, jak i intymnej pamięci o wydarzeniach z Oświęcimia.
Żmijewski już po manifeście Stosowane sztuki społeczne (2007), w ramach realizacji postulatów estetyki zaangażowanej społecznie, w subewersywny sposób przedstawił wydarzenia związane z katastrofą polskiego samolotu TU-154, z prezydentem Lechem Kaczyńskim oraz 95 pasażerami i członkami załogi na pokładzie, w filmie Katastrofa (2010), w którym to nagrał ludzi zgromadzonych na Krakowskim Przedmieściu po wydarzeniach z 10 kwietnia. Żmijewski uchwycił spory i rytuały związane z zapalaniem zniczy i obroną symbolicznego krzyża – chłodnym, kronikarskim okiem kamery konfrontując je z wypowiedziami Rosjan, którzy byli bliżej katastrofy i nie wikłając się w polityczne oraz obyczajowe spory wyrażali współczucie ofiarom katastrofy.
Tym razem subwersyjna strategia Żmijewskiego została zrealizowana wyłącznie przez zaprezentowanie sposobu narastania nienawiści i idei spisku świadczące o znajomości społecznych i psychologicznych mechanizmów budzących destrukcyjne emocje. Pokazanie drugiego wariantu żałoby – bez zajmowania stanowiska i podejmowania komentarza, pozwoliło na skuteczną demaskację politycznych intencji stron toczących spór o obecność krzyża przed Pałacem Prezydenckim.

## Przejawy subwersji w innych tekstach polskiej literatury najnowszej
Poznański poeta i muzyk Szczepan Kopyt korzysta ze strategii subwersywnych w swoim antymaterialistycznym i antykonsumpcjonistycznym tomiku poezji Buch. Dokonuje ironicznej krytyki materialistycznego podejścia do życia między innymi w utworze Tag. W tekście pojawia się fraza: “yeah-ździłem po wioskach i miastach dla hajsu”, natomiast w teledysku do utworu można zaobserwować tak zwane trademark parodies, czyli przekształcone loga znanych produktów. Wiele z nich pretenduje do symboli kultury popularnej – chociażby Red Bull, Coca-Cola czy Tic Tac. Nazwy produktów zastępują słowa z wiersza Kopyta. Parodie logo atakują widza w wielu momentach teledysku, ukazując w krzywym zwierciadle współczesną przestrzeń publiczną pełną znaków towarowych. Zmiana nazw pozwala zwrócić uwagę na skalę zjawiska.
Sławomir Shuty w powieści Zwał wykorzystuje natomiast język marketingu i reklamy, aby pokazać jego sztuczność oraz właściwości manipulacyjne. W języku pracowników banku zwracających się do klientów, kredyt to kredycik, a przelew to przelewik – zdrobnienia mają na celu atrakcyjne przedstawienie produktów banku. Język prywatny postaci jest natomiast skrajnie wulgarny i agresywny, co obnaża język marketingu jako fasadowy oraz obłudny.

Banksy – „Sweep at Hoxton”

## Subwersja a street art
Street art jako forma wyrazu jest nierozerwalnie związany ze strategią subwersji. Często używa się jej w celu krytyki kapitalizmu – tak jest w przypadku brytyjskiego artysty Banksy’ego. Jego prace przekształcają wytwory popkultury, czego przykładem może być trawestacja Stop Wars nawiązująca do serii Star Wars. Banksy wyraża myśl pacyfistyczną, korzystając z symbolu popkultury, która bazuje na historiach wojennych i związanych z rywalizacją. W ten sposób dokonuje odwrócenia, które umożliwia popkulturze krytykowanie samej siebie swoim własnym językiem, “przedrzeźniając ją za pomocą wyprodukowanej przez nią samą broni”.